# Maigret e la spilungona
Maigret e la spilungona (titolo originale Maigret et la Grande Perche), uscito in Italia anche col titolo Maigret e la Stangona, è un romanzo poliziesco di Georges Simenon con protagonista il commissario Maigret, pubblicato nell'ottobre 1951 per i tipi di Presses de la Cité, il trentottesimo romanzo dedicato al celebre commissario. 
Simenon lo scrisse nella sua grande tenuta isolata, denominata Shadow Rock Farm, a Lakeville (Connecticut), negli Stati Uniti d'America, dal 1º all'8 maggio 1951. Il romanzo apparve come feuilleton a puntate sulla rivista Les Nouvelles littéraires, nn° 1258-1269, dall'11 ottobre al 27 dicembre 1951, con le illustrazioni di R. Milleret.

## Trama
Ernestine (una volta Micou, ora Jussiaume) è una vecchia conoscenza di Maigret, poiché l'ha arrestata 17 anni prima, quando faceva la prostituta ed era nota con il soprannome di "spilungona". Ora ella viene a trovarlo per raccontargli che il marito Alfred, detto "Fred il triste", ha trovato il cadavere di una donna mentre stava forzando una serratura, la sua specialità, però afferma che non è lui che ha ucciso, ne è convinta.
Maigret rintraccia la casa di cui le ha parlato la donna. Vi abita Guillaume Serre, dentista, con sua madre. L'uomo dice di non aver visto nessun cadavere e che tutto è normale. La sua seconda moglie, un'olandese di nome Maria Van Aerts, lo ha appena lasciato e ha raggiunto un'amica ad Amsterdam. Maigret intuisce l'atmosfera pesante dell'uomo e di sua madre per la giovane donna. Quando gli fa vedere che la finestra ha un vetro rotto, il dentista e la madre negano lo scasso e si giustificano dicendo che è stato un temporale di qualche tempo prima.
L'indagine ulteriore fa emergere che la moglie non è mai arrivata ad Amsterdam e che il marito ha portato da poco a riparare il vetro di una finestra. Ma, durante la perquisizione della casa, non trova il cadavere della donna. Fa portare il marito nel suo ufficio e lo fa attendere a lungo, quindi lo fa parlare, ma lui non confessa. Maigret capisce che l'uomo sta proteggendo la madre, la quale, solo per assicurarsi il benessere materiale che vedeva diminuire, aveva già ucciso il marito e la prima moglie del figlio, cardiopatici e assicurati,  avvelenandoli. Maria, compreso di venire avvelenata progressivamente, aveva tentato di chiamare la polizia, per cui la vecchia le aveva sparato. Il figlio, che la madre si preparava ad avvelenare perché non rivelasse niente al commissario Maigret, si era solo disfatto della salma. Entrambi vengono arrestati e interrogati. Lui uscirà; lei non sarà condannata alla pena capitale per via dell'età avanzata, ma non uscirà più di prigione, raggiungendo forse così quella sicurezza che le è sempre mancata e che per avere la quale si era abituata ad avvelenare tutti, piano piano.

## Adattamenti

### Film
Nel 1956 il regista Stany Cordier attingerà a Maigret et la Grande Perche e al romanzo Un'ombra su Maigret per dirigere il suo film Maigret dirige l'inchiesta, con Maurice Manson nel ruolo di Maigret. Alla sua sceneggiatura contribuirà anche il racconto con Maigret protagonista On ne tue pas les pauvres types.

### Televisione
- Episodio dal titolo The Burglar's Wife, facente parte della serie televisiva Maigret, trasmesso per la prima volta sulla BBC il 14 novembre 1960, con Rupert Davies nel ruolo del commissario Maigret.
- Episodio dal titolo Maigret et la grande perche, di una televisione canadese di Montréal, trasmesso nel 1964, con Henri Norbert nel ruolo del commissario Maigret.
- Episodio dal titolo Maigret et la grande perche, facente parte della serie televisiva Les enquêtes du commissaire Maigret per la regia di Claude Barma, trasmesso per la prima volta su Antenne 2 il 30 dicembre 1974, con Jean Richard nel ruolo del commissario Maigret.
- Episodio dal titolo Maigret et la Grande Perche, in apertura della serie televisiva Il commissario Maigret per la regia di Claude Goretta, trasmesso per la prima volta il 1º dicembre 1991, con Bruno Cremer nel ruolo del commissario Maigret.
- Episodio dal titolo Maigret and the Burglar's Wife, facente parte della serie televisiva britannica Maigret, trasmesso per la prima volta il 16 febbraio 1992, con Michael Gambon nel ruolo del commissario Maigret.

## Edizioni italiane
- Maigret e la spilungona, traduzione di Bianca Tamassia Mazzarotto, Collana Il girasole. Biblioteca Economica Mondadori nº 39, Milano, Mondadori, 1955. - Collana Il girasole n.150, Mondadori, 1960; Collana Le inchieste del commissario Maigret n.35, Mondadori, 1967; Collana Oscar n.312, Mondadori, 1971.[1]
- Maigret e la spilungona, traduzione di Marianna Basile, Collana Oscar Gialli n. 239, Milano, Mondadori, 1991.
- Maigret e la Stangona, traduzione di Emma Bas, Collana gli Adelphi nº 222. Le inchieste di Maigret n.38, Milano, Adelphi, 2003,  p. 163, ISBN 978-88-459-1761-5.
- in  I Maigret 8, Collana Maigret, Milano, Adelphi, 2015, ISBN 978-88-459-2968-7. - nuova ed., Adelphi, 2019, ISBN 978-88-459-3380-6.